# 刺苞果属
刺苞果属（学名：Acanthospermum）是菊科下的一个属，为一年生草本植物。该属共有约8种，分布于美洲。